# Малый Луцк
Малый Луцк — деревня в  Большелуцком сельском поселении Кингисеппского района Ленинградской области.

## История
Впервые упоминается в писцовых книгах Шелонской пятины от 1571 года как деревня Луско Болшое — 3 обжи в Ямском Окологородье.
Затем как деревня Luscha by — 2 обжи, в шведских писцовых книгах 1618—1623 годов.
На карте Ингерманландии А. И. Бергенгейма, составленной по шведским материалам 1676 года, она обозначена как деревня Lusicka.
На шведской «Генеральной карте провинции Ингерманландии» 1704 года — как Luska.
Как деревня Ляско она упомянута на «Географическом чертеже Ижорской земли» Адриана Шонбека 1705 года.
На карте Санкт-Петербургской губернии Ф. Ф. Шуберта 1834 года обозначена как деревня Малая Луцкая.

МАЛОЕ ЛУЦКОЕ — деревня принадлежит надворной советнице Бистром, число жителей по ревизии: 41 м. п., 28 ж. п. (1838 год)

Согласно карте профессора С. С. Куторги 1852 года, деревня называлась Малая Луцкая.

ЛУЧЬКО МАЛОЕ — деревня вдовы надворного советника Бистром, по просёлочной дороге, число дворов — 9, число душ — 37 м. п. (1856 год)

БОЛЬШОЕ и МАЛОЕ ЛУЦКО — деревня, число жителей по X-ой ревизии 1857 года: 172 м. п., 165 ж. п., всего 337 чел.

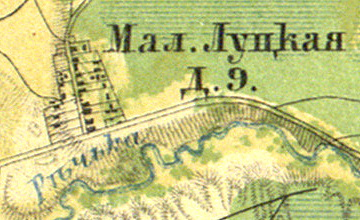
Деревня Малый Луцк на карте 1860 года

Согласно «Топографической карте частей Санкт-Петербургской и Выборгской губерний» в 1860 году деревня называлась Малая Луцкая и насчитывала 9 крестьянских дворов.

МАЛОЕ ЛУЦКОЕ — деревня владельческая при реке Луге, число дворов — 12, число жителей: 40 м. п., 30 ж. п. (1862 год)

МАЛОЕ ЛУЦКО — деревня, по земской переписи 1882 года: семей — 17, в них 57 м. п., 47 ж. п., всего 104 чел.

В 1882 году временнообязанные крестьяне деревни Малое Луцко выкупили свои земельные наделы у А. Ф. Бистром и стали собственниками земли.

МАЛОЕ ЛУЦКО — деревня, число хозяйств по земской переписи 1899 года — 18, число жителей: 48 м. п., 59 ж. п., всего 107 чел.;
 разряд крестьян: бывшие владельческие; народность: русская

В конце XIX — начале XX века деревня административно относилась к Горской волости 2-го стана Ямбургского уезда Санкт-Петербургской губернии.
По данным «Памятной книжки Санкт-Петербургской губернии» за 1905 год деревня называлась Луцкое Малое.
С 1917 по 1927 год деревня Малый Луцк входила в состав Луцкого сельсовета Горкской волости Кингисеппского уезда.
Согласно данным переписи населения СССР 1926 года в деревне Луцк Малый Больше-Луцкого сельсовета проживали 145 человек, все русские.
С февраля 1927 года в составе Кингисеппской волости. 
В 1928 году население деревни Малый Луцк составляло 239 человек.
По данным 1933 года деревня называлась Малый Луцк и входила в состав Большелуцкого сельсовета Кингисеппского района.

План деревни Малый Луцк. 1938 год

Согласно топографической карте 1938 года деревня насчитывала 34 двора.
Деревня была освобождена от немецко-фашистских оккупантов 31 января 1944 года.
В 1958 году население деревни Малый Луцк составляло 174 человека.
По данным 1966, 1973 и 1990 годов деревня Малый Луцк также входила в состав Большелуцкого сельсовета.
В 1997 году в деревне Малый Луцк Большелуцкой волости проживали 200 человек, в 2002 году — 217 человек (русские — 89 %), в 2007 году — 192.

## География
Деревня расположена в центральной части района на автодороге 41К-005 (Псков — Кингисепп — Краколье).
Расстояние до административного центра поселения — 9 км.
Расстояние до ближайшей железнодорожной станции Кингисепп — 6 км.
Деревня находится на правом берегу реки Касколовки, близ места её впадения в реку Лугу.

## Демография
| 1862 | 2007 | 2010 | 2017 |
| ---- | ---- | ---- | ---- |
| 70   | ↗192 | ↗228 | ↗237 |

### Национальный состав
Согласно данным Всероссийской переписи населения 2021 года в деревне проживали 258 человек, из них:
 русские — 218, азербайджанцы — 23, белорусы — 3, молдаване — 1, украинцы — 1, другие национальности — 12 человек.